# Nationales Symphonieorchester des Polnischen Rundfunks

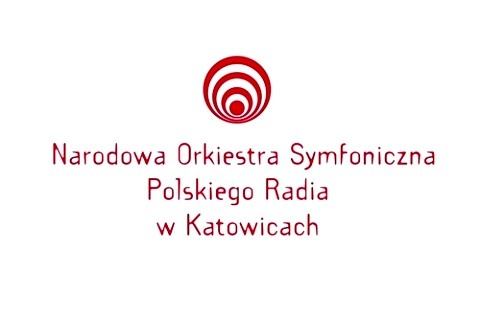
Logo des Orchesters

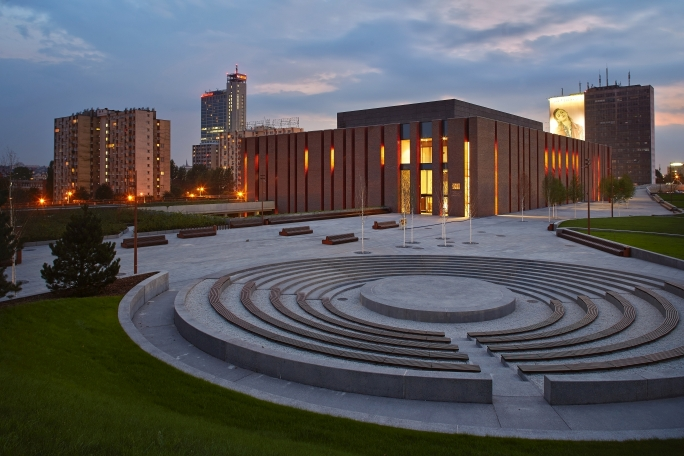
Sitz des Orchesters in Katowice (Foto: 2014)

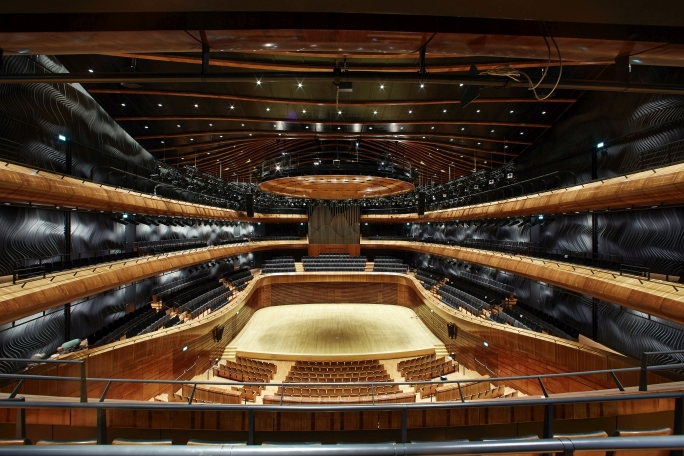
Konzertsaal (Foto: 2014)

Das Nationale Symphonieorchester des Polnischen Rundfunks (poln. Narodowa Orkiestra Symfoniczna Polskiego Radia) wurde 1935 in Warschau als Wielka Orkiestra Symfoniczna Polskiego Radia gegründet. Erster Leiter und Chefdirigent war bis 1939 Grzegorz Fitelberg.

## Geschichte
Nach dem Zweiten Weltkrieg wurde das Orchester im März 1945 von Witold Rowicki in Katowice neu gegründet. 1947 übernahm die Leitung erneut Grzegorz Fitelberg. Nach seinem Tode 1953 wurde das Orchester von den Dirigenten Jan Krenz, Bohdan Wodiczko, Kazimierz Kord, Tadeusz Strugała, Jerzy Maksymiuk, Stanisław Wisłocki, Jacek Kaspszyk und Antoni Wit (1983–2000) geleitet. Von 2001 bis 2007 wirkte Gabriel Chmura als Chefdirigent. Ab 2009 wurde das Orchester erneut von Jacek Kaspszyk geleitet, Stanisław Skrowaczewski wurde Erster Gastdirigent, Jan Krenz Ehrendirigent und Jerzy Semkow übernahm die künstlerische Betreuung des Orchesters.
Von 2012 bis 2019 wirkte Alexander Liebreich als Künstlerischer Direktor und Chefdirigent des Orchesters und war damit erster deutscher Chefdirigent in Polen seit 1945. Von 2019 bis 2023 war Lawrence Foster Chefdirigent und Künstlerischer Direktor des Orchesters.; seine Nachfolgerin wurde Marin Alsop.
2000 wurde das Amt des General- und Programmdirektors Joanna Wnuk-Nazarowa anvertraut. Ihre Nachfolgerin ist seit 2018 Ewa Bogusz-Moore.
Der Sitz des Nationalen Symphonieorchesters des Polnischen Rundfunks befindet sich seit dem 1. Oktober 2014 im neuen Gebäude im Areal des Kulturforums der Stadt Katowice, am Wojciech Kilar-Platz Nr. 1.

## Tourneen
Das Orchester trat in fast allen Ländern Europas auf, sowie in Japan, Hongkong, Volksrepublik China, Australien, Neuseeland, Korea, Taiwan, USA, Kanada und in Ländern Südamerikas.

## Tonaufnahmen
Das Orchester erstellte Tonaufnahmen von über 190 CDs für Decca Records, EMI, Philips, Naxos und Chandos.
Die Tonaufnahme von Olivier Messiaens „Turangalila“ wurde mit dem Cannes Classical Award 2002 ausgezeichnet.

## Die Künstler
Mit dem Orchester traten viele bekannte Solisten und Dirigenten auf, wie u. a. Martha Argerich, Leonard Bernstein, Rudolf Buchbinder, James Conlon, Plácido Domingo, Pierre Fournier, Nicolai Gedda, Barbara Hendricks, Julius Katchen, Kevin Kenner, Wilhelm Kempff, Paweł Klecki, Kirill Kondraschin, Marguerite Long, Witold Lutosławski, Charles Mackerras, Mischa Maisky, Neville Marriner, Kurt Masur, Shlomo Mintz, Ivan Monighetti, Garrick Ohlsson, Krzysztof Penderecki, Maurizio Pollini, Hermann Prey, Ruggiero Ricci, Mstislaw Rostropowitsch, Artur Rubinstein, En Shao, Thomas Schippers, Jerzy Semkow, Stanisław Skrowaczewski, Isaac Stern, Henryk Szeryng, Yan Pascal Tortelier, Pieter Wispelwey und Krystian Zimerman.